# Ehimen Orupke
Ehimen Orupke, (nacido el 12 de febrero de 1989 en Lagos) es un exjugador de baloncesto nigeriano. Con 2.13 de estatura, su puesto natural en la cancha era el de pívot.

## Trayectoria
Es natural de la ciudad de Lagos en el estado de Edo. Muy pronto comenzó a destacar en el colegio, hasta que las categorías inferiores de Nigeria se fijaron en él. Dada su progresión, en el año 2010 llamó a su puerta Wichita State, universidad en la que compartió una temporada con el exjugador del UCAM Murcia Joe Ragland. 
En la temporada 2012/13 llega a disputar la final four de la NCAA, aunque su equipo cayó ante Louisville por 68-72, donde promedió unos 2,6 puntos, 4,4 rebotes y 1,6 tapones en 15 minutos de juego.
Además, en 2013 el jugador realizó unos workouts con los Golden State Warriors previos a la Summer League, aunque finalmente no fue incluido en el roster final. 
Para la temporada 2013-14 ficha por el UCAM Murcia, tras disputar la final four de la NCAA. El jugador ocupa plaza de Cotonú.
En agosto de 2014 se incorpora al Club Baloncesto Peñas Huesca de la LEB Oro.
En la temporada 2015-2016 jugó con el Jolly JBS Sibenik.